# سچه پپه
سچه پپه (انگلیسی: Cécé Pepe؛ زادهٔ ۹ نوامبر ۱۹۹۶) بازیکن فوتبال اهل فرانسه است.
وی همچنین در تیم ملی فوتبال France U16 بازی کرده‌است.